# TrueOS
TrueOS (wcześniej PC-BSD) – system operacyjny bazujący na FreeBSD, skierowany do użytkowników domowych oraz biurowych. TrueOS jest darmowym i wolnym uniksowym systemem operacyjnym, dostępnym na licencji BSD 3-clause. System jest dostępny w 17 językach, w tym polskim. Inicjatorem projektu jest Kris Moore. Cechy systemu w większości pokrywają się z cechami FreeBSD, który jest zachowany bez wprowadzania większych zmian. Logo systemu zawiera stylizowany napis TrueOS, a w bannerach reklamowych dodatkowo pojawia się maskotka FreeBSD. System jest przetłumaczony na wiele języków z pomocą społeczności. W tym celu stworzono stronę internetową Pootle w języku Python.

## Cechy PC-BSD do 10.3

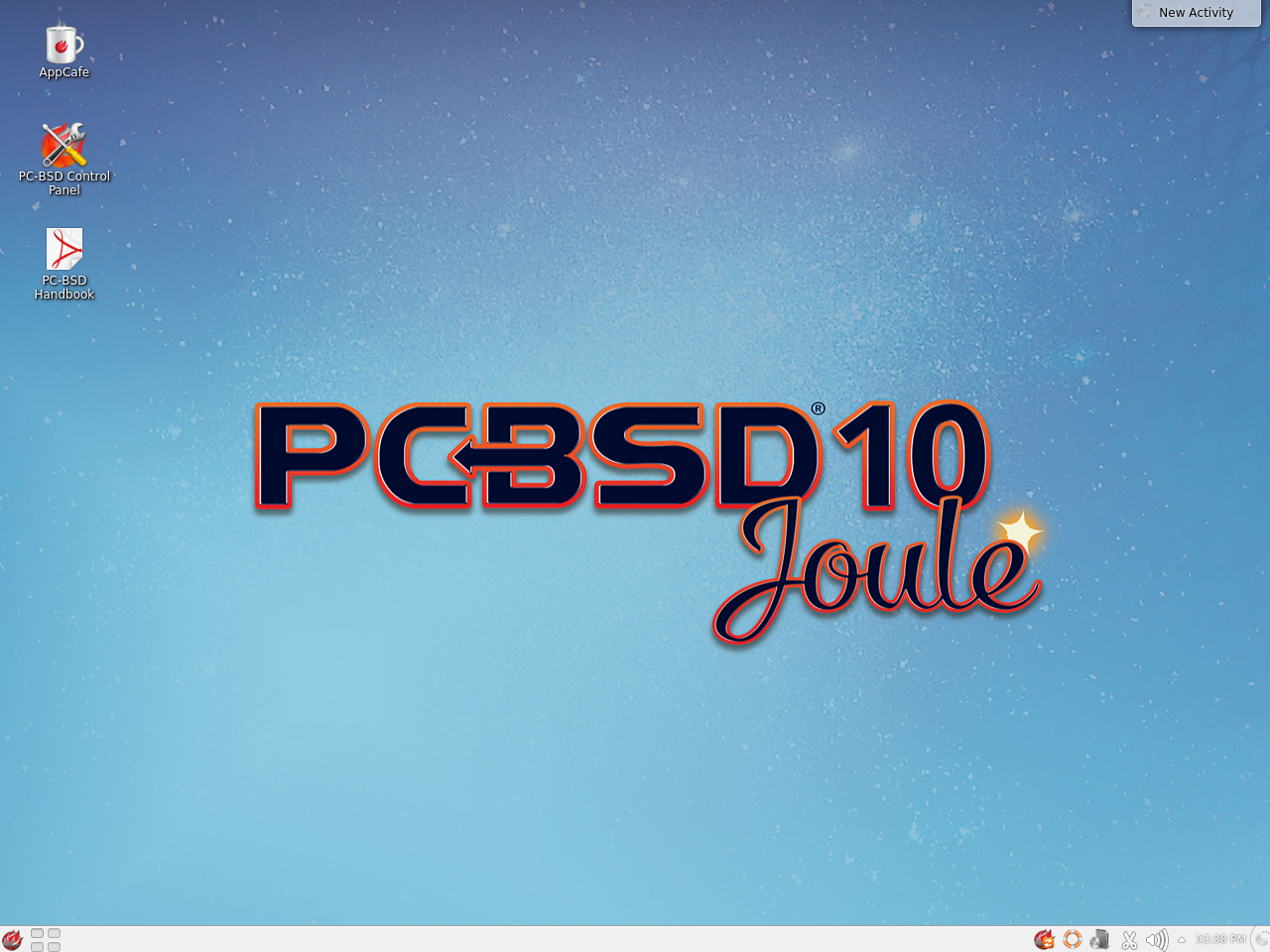
wersja 10.3

PC-BSD to 64-bitowy pakietowy system operacyjny bazujący na FreeBSD, przeznaczony dla użytkowników domowych oraz biurowych. PC-BSD dodaje swój instalator i narzędzia, pozostając w pełni kompatybilnym z macierzystym systemem i jego systemem pakietów TXZ obsługiwanym przez AppCafe. Od wersji 10.0 system korzysta z ZFS na partycji rozruchowej. ZFS jest jednym z najbardziej zaawansowanych systemów plików. Z jego pomocą można tworzyć wydajny RAID. Dodano graficzny instalator, wraz ze środowiskiem graficznym uruchamianym zaraz po instalacji. Od wersji 9.0 w instalatorze systemowym dostępne są do wyboru środowiska Enlightenment, GNOME, KDE, LXDE oraz Xfce.

## Cechy PC-BSD do 8.2

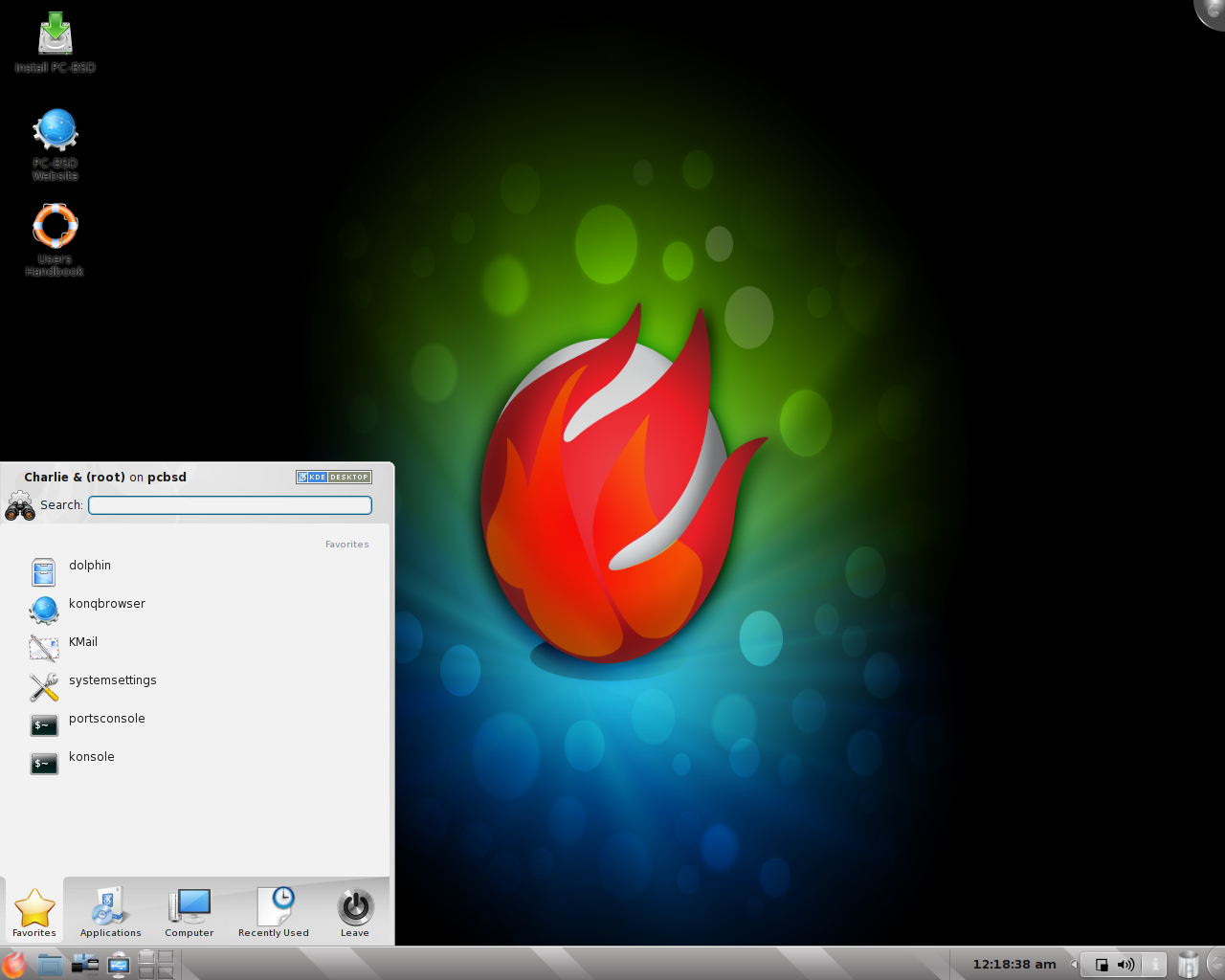
wersja 8.2

PC-BSD to 64-bitowy bezpakietowy system operacyjny bazujący na FreeBSD, przeznaczony dla użytkowników domowych oraz biurowych. Jego ostatnia czysto bezpakietowa wersja to 8.2. PC-BSD dodaje jedynie swój bezpakietowy instalator i menedżer programów, pozostając w pełni kompatybilny z macierzystym systemem. Menedżer programów PC-BSD używa jednoplikowych instalatorów PBI pobieranych z pbiDIR i prezentuje podejście odmienne od FreeBSD czy systemów pakietów w dystrybucjach Linuksa. Zamiast kontrolowania przez system zarządzania pakietami zależności między pakietami i instalacji powiązanych ze sobą pakietów, instalatory PBI zawierają w sobie wszystkie potrzebne do uruchomienia programów w nich zawartych pakiety składowe, więc menedżer programów instaluje każdy program osobno, bez współdzielenia pakietów składowych. Zaletą tego rozwiązania jest łatwość instalowania i usuwania oprogramowania nawet przez początkujących użytkowników, oraz samowystarczalność instalatorów PBI. System korzysta z woluminów UFS i ZFS. W systemie PC-BSD jest bezpakietowy graficzny instalator systemu, menedżer instalatorów PBI oraz środowisko graficzne KDE uruchamiane domyślnie zaraz po instalacji. System zapewnia też możliwość autologowania. Do wersji 8.2 dostępny był tylko KDE. Począwszy od wersji PC-BSD 1.5.1 zmieniono sposób numerowania kolejnych edycji na zgodny z systemem FreeBSD. Od wersji 1.0rc1 – podstawę systemu stanowi FreeBSD 6.x. System aż do wersji 0.8.3 oparty jest na FreeBSD z gałęzi 5.x (wersja 0.8.3 PC-BSD oparta jest na FreeBSD 5.4).

## Dostępność
System można było ściągnąć ze strony projektu w następujących postaciach:
- obraz płyty DVD (wersja instalacyjna)
- obraz pamięci USB (wersja instalacyjna)

Możliwe też było pobranie kodu źródłowego.

## Licencja
System PC-BSD był początkowo dostępny na licencji GNU General Public License (GPL) ponieważ deweloperzy pod wrażeniem aplikacji napisanych z pomocą Qt, wykorzystywanego przez PC-BSD jako interfejs, licencjonowali system jako GPL lub QPL. Po odkryciu, że w rzeczywistości nie ma takiego ograniczenia, deweloperzy zmienili licencję na BSD 3-clause, a w marcu 2009 Qt dodało licencję LGPL.